# 大犯三箇条
大犯三カ条（だいぼんさんかじょう）とは、鎌倉幕府、室町幕府における守護の基本的権限。御成敗式目において成文化された。ただし、以下のように近年においては様々な異説が出されている。
その原型は平安時代に追捕の対象とされ、必要に応じて追捕使・押領使が任命・派遣された重犯（重科）の処断に由来する。鎌倉幕府の守護も元は追捕使・押領使の性格を受け継いでおり、「重犯」のことを「大犯」とも称した。通説としては、『御成敗式目』第3条本文が例示する3つを「大犯三カ条」と称したとされている。

## 守護の権限
守護には以下の3つの権限があった。
- 大番催促
- 謀反人の検断
- 殺害人の検断

## 南北朝時代以降の権限
その後、南北朝時代に京都大番役が廃れ、旧来の大犯三箇条の解釈が変わった。
- 謀叛人の検断
- 殺害人の検断
- 夜討強盗山賊海賊の検断

## 異説
ただし、近年の研究においては様々な異説が出されている。
特に大番催促については、守護の検断権の対象ではあったものの、「大犯」として取り扱われていた実例が確認できないことを指摘されている。更に「大犯三箇条」の用語そのものが鎌倉時代には存在せず、用語の成立時期を南北朝時代とする説も唱えられるようになった。そもそも、夜討強盗山賊海賊の検断を大犯に加える考えは、『御成敗式目』第3条の付に既に守護の職権として掲げられているものである。また、「謀叛（人）・殺害（人）・刃傷（人）・夜討・強盗」を「重犯五箇条」とする考え方が鎌倉時代の段階で既に存在していたことが知られている。更に、六波羅探題と守護とのやりとりにおいて、大番催促・謀叛・殺害等の三箇条を指して「関東御下知三ヶ条」と称している事例があり、鎌倉時代における上記三箇条については「大犯三箇条」に代わってこの呼称を採用すべきであるとする見解もある。